# Саакян, Арамаис Адамович
Арамаис Адамович Саакян (арм. Արամայիս Ադամի Սահակյան) 24 мая 1936, Арцвашен — 14 марта 2013, Ереван) ― армянский поэт, юморист, публицист, переводчик и редактор.

## Биография
Арамаис Адамович Саакян родился 24 мая 1936 года в селе Арцвашен Советской Социалистической Республики Армении.
В 1960 году окончил факультет языка и истории Армянского государственного педагогического института имени Хачатура Абовяна, позже учился на высших литературных курсах в Литературном институте имени Максима Горького.
В 1960 годах был редактором армянских периодических изданий «Авангард» и «Гарун» (литературный ежемесячник «Весна»). С 1970 по 1971 год Саакян работал в Государственной комиссии Телевидения и радио Армянской ССР.
Арамаис Саакян был наиболее известен своим юмористическим еженедельником «Возни» («Ежик»), главным редактором которого он был более 30 лет (1982—2013).
Самыми известными книгами Саакяна являются «Старлетка» (1958), «Возраст любви» (1959), «Мы вместе» (1964), «Любить и жить» (1968), «Будь счастлив» (1972) и «Я люблю тебя» (1975).
Лауреат премий СССР и зарубежных стран. Его литературные произведения переведены на многие языки. После распада СССР Арамаис Саакян был депутатом Верховного совета Армении.
Арамаис Адамович Саакян умер 14 марта 2013 года в Ереване.